# Unterseeboot U-106 (1917)
Pour les autres navires du même nom, voir Unterseeboot 106.
L'Unterseeboot U-106 est l’un des 329 sous-marins de la marine impériale allemande pendant la Première Guerre mondiale. L'U-106 entre en service le 28 juillet 1917, sous le commandement du capitaine Hans Hufnagel. Le 18 septembre 1917, pendant la première bataille de l'Atlantique, on attribue à l'U-106 le naufrage du HMS Contest, un destroyer de classe Acasta, et les dommages causés au City of Lincoln, un navire à vapeur de 5867 tonnes de jauge brute (TJB), dans les atterrages occidentaux. L'U-106 a été perdu au large de Terschelling après avoir heurté une mine le 7 octobre 1917.

## Épave
En 2009, la marine royale néerlandaise a trouvé l’épave du navire au nord de Terschelling, en cartographiant des routes maritimes. La nouvelle a été rendue publique en mars 2011, après que l’identité du navire avait été confirmée par les autorités allemandes et que les familles des membres d’équipage aient été informées. Le navire restera en place comme une sépulture de guerre,.

## Conception
Les sous-marins de type U 93 ont été précédés par les sous-marins de type U 87, plus courts. L'U-106 avait un déplacement de 798 tonnes en surface et 1000 tonnes en immersion. Il avait une longueur hors tout de 71,55 m, et 56,05 m pour la coque sous pression, un maître-bau de 6,30 m, une hauteur de 8,25 m et un tirant d'eau de 3,90 m. Le sous-marin était propulsé par deux moteurs de 2400 ch (1800 kW) en surface et par deux moteurs de 1200 ch (880 kW) en immersion. Il avait deux arbres d'hélice et deux hélices de 1,70 m de diamètre. Il était capable de fonctionner jusqu’à 50 mètres.
La vitesse maximale du sous-marin était de 16,4 nœuds (30,4 km/h) en surface et de 8,4 nœuds (15,6 km/h) en immersion. Il pouvait parcourir 9280 milles marins (17190 km) à 8 nœuds (15 km/h) en surface et 50 milles marins (93 km) à 5 nœuds (9,3 km/h) en immersion. L'U-106 était armé de six tubes lance-torpilles de 50 centimètres, quatre à l’avant et deux à l’arrière, de douze à seize torpilles, d’un canon de pont de 10,5 cm SK L/45 et d’un autre de 8,8 cm SK L/30. Il avait un équipage de trente-six hommes : trente-deux matelots et quatre officiers.

## Affectations
- Flottille IV : du 2 septembre au 7 octobre 1917.

## Commandants
- Kapitänleutnant Hans Hufnagel [6] : du 28 juillet au 7 octobre 1917.

## Navires coulés
| Date              | Nom             | Nationalité | Tonnage | Destin.   |
| ----------------- | --------------- | ----------- | ------- | --------- |
| 18 septembre 1917 | HMS Contest     | Royal Navy  | 957     | Coulé     |
| 18 septembre 1917 | City of Lincoln | Royaume-Uni | 5867    | Endommagé |